# Diocèse de Grand-Bassam
Le diocèse de Grand-Bassam est une diocèse catholique en Côte d'Ivoire, érigé en 1982. Sa cathédrale est la Cathédrale Sacré-Cœur de Grand-Bassam érigée le 28 octobre 1895.

## Histoire
Le diocèse est érigé le 8 juin 1982 par le pape Jean-Paul II à partir de territoires de l'Abidjan. Le diocèse a été créé sur proposition du cardinal Bernard Yago, archevêque d'Abidjan, diocèse devenu trop grand.

## Territoire
Le diocèse couvre une superficie de 8 354 km2 et est divisé en six secteurs : Le secteur de Koumassi, le secteur de Port-Bouët, le secteur de Grand-Bassam, le secteur d'Aboisso,le secteur de bonoua et le secteur de Maféré. En 2023, il compte 61 paroisses.

## Évêques
Son premier évêque, Monseigneur Joseph Akichi dont l'ordination a eu lieu le 18 septembre 1982 par Bernard Yago assisté du nonce apostolique Justo Mullor García et Bernard Agré (Évêque de Man), est décédé le 5 avril 1993.
Paul Dacoury-Tabley a succédé à Joseph Akichi le 19 décembre 1994. Le 27 mars 2010, il est remplacé par Raymond Ahoua,.

## Lien connexe
- Liste des diocèses de Côte d'Ivoire